# Тайшинер
Тайшинер — заброшенная деревня в Граховском районе Удмуртии.

## История
По итогам десятой ревизии в 1859 году в 6 дворах казённой деревни Тойншнер (Алкачев) при речке Юмоне проживало 68 жителей.
С 1924 года деревня входила в состав Верхнеигринского сельсовета, но уже в следующем 1925 году сельсовет был разукрупнён и образован Большеерыксинский сельсовет в состав которого отошла деревня. В 1932 году Большеерыксинский сельсовет упразднён, деревня отошла к вновь образованному Мари-Возжайскому сельсовету. В 1959 году Мари-Возжайский сельсовет также ликвидирован и присоединён к Новогорскому сельсовету.
Указом Президиума Верховного Совета УАССР от 2 апреля 1973 года деревня Тайшинер Новогорского сельсовета была исключена с учёта.